# Братья Левингдон
Братья Левингдон (Гэри, 14 февраля 1940 — 24 октября 2004, и Таддеуc, 22 декабря 1933 — 16 апреля 1989) — американские серийные убийцы, родные братья, совершившие серию из 10 убийств в разных округах штата Огайо в период с декабря 1977 года по декабрь 1978 года, исходя из корыстных мотивов. В качестве орудия убийства преступники использовали пистолеты 22-го калибра, благодаря чему получили прозвище «Убийцы 22-го калибра». В 1979 году оба брата были приговорены к нескольким срокам пожизненного лишения свободы.

## Ранние годы
О ранних годах жизни братьев Левингдон известно мало. Известно, что старший из братьев Таддеуc родился 22 декабря 1936 года. После окончания школы Таддеус окончил колледж «Cleveland Institute of Electronics», и в качестве технического специалиста работал на металлоперерабатывающем заводе «Columbus Steel Drum Company» в городе Колумбус. Был женат, имел троих детей.
Младший из братьев Гэри родился 14 февраля 1940 года. В 1958 году, после окончания школы, он завербовался в армию США. Был зачислен в военно-воздушные силы. Проходил службу на территории республики Вьетнам во время раннего периода войны во Вьетнаме. После четырёх лет службы, в 1962 году, Гэри уволился из рядов армии США и вернулся домой к матери, где проживал вместе с ней до 1977 года, пока не встретил женщину, которая вскоре стала его женой.
Гэри Левингдон вел маргинальный образ жизни, вынужден был заниматься низкоквалифицированным трудом и в период с 1962 по 1977 год неоднократно привлекался к уголовной ответственности за такие правонарушения, как мелкая кража, непристойное поведение в общественных местах, незаконное хранение оружия. В 1977 году Таддеус Левингтон развелся с женой и находился в тяжелом психоэмоциональном состоянии, вследствие чего Гэри, испытывая материальные трудности, уговорил брата на совершение серии ограблений.

## Серия убийств
В качестве жертв братья Левингдон выбирали незнакомых им людей, вдали от собственных мест проживания. Убийства отличались особой жестокостью, в каждую жертву было совершено от 10 до 17 выстрелов. Серия убийств началась 10 декабря 1977 года, когда братья совершили нападение возле одного из баров на 38-летнюю Джойс Вермиллион и 33-летнюю Карен Додрилл в городе Ньюарк, (округ Ликинг), в ходе которого ограбили и застрелили женщин с помощью пистолета 22-го калибра. Свидетелей преступлений не нашлось. Одна из жертв — Карен Додрил — погибла в день празднования своего дня рождения.
13 февраля 1978 года преступники совершили взлом и проникновение на территорию собственности предпринимателя, владельца ночного клуба 52-летнего Роберта Маккана в округе Франклин. В ходе ограбления братья застрелили Маккана, его 77-летнюю мать Дороти и подругу хозяина дома — 26-летнюю Кристин Хердман несколькими выстрелами в голову.
8 апреля 1978 года убийцы появились в городе Грэнвиль (округ Ликинг), где совершили нападение на 77-летнего Дженкинса Джонса, в ходе которого застрелили его и его четырех собак, после чего похитили из его дома деньги и ценные вещи. Следующей жертвой братьев Левингдон стал священник — 35-летний Джеральд Филдс, который был убит 30 апреля в округе Фэрфилд.
22 мая братья снова совершили двойное убийство. Они проникли на территорию особняка в северо-восточной части Колумбуса, где проживал 47-летний Джерри Мартин, вице-президент и генеральный директор компании «Perma‐stone». Совершив похищение материальных ценностей, преступники хладнокровно застрелили Мартина и его жену Марту, после чего покинули место преступления, не оставив почти никаких зацепок следствию. В ходе судебно-баллистической экспертизы пуль, извлечённых из тел убитых и гильз, найденных на месте совершения преступлений, в конце мая 1978 года было установлено, что все жертвы были убиты из одного и того же пистолета. Было также установлено, что в убийстве супругов Мартин был задействован ещё один пистолет 22-го калибра, благодаря чему следствие впервые предположило, что преступников было двое.
Осенью 1978 года между братьями случился конфликт, Таддеус Левингтон отказался принимать участие в дальнейшей совместной криминальной деятельности, вследствие чего Гэри Левингтон, ссылаясь на материальные трудности в преддверии Рождества, совершил 4 декабря 1978 года нападение на 56-летнего Джозефа Энника, в ходе которого ограбил его и застрелил. 8 декабря при попытке расплатиться похищенной кредитной картой Энника Гэри Левингдон был задержан службой охраны магазина и впоследствии был доставлен в полицейский участок.
Во время допроса Левингтон стал сотрудничать со следствием и давать признательные показания, на основании чего 11 декабря 1978 года был арестован Таддеус Левингтон. 14 декабря 1978 братьям были предъявлены обвинения в убийствах.

## Суд
Братьям Левингдон были предъявлены обвинения по 10 пунктам: в убийствах и совершении краж при отягчающих обстоятельствах. В январе 1979 года братья отказались от своих показаний и настаивали на своей невиновности.
В ходе обыска апартаментов обвиняемых были найдены орудия убийств,  а также ряд предметов, которые впоследствии опознали родственники жертв. Эти доказательства вместе с данными судебно-баллистической и дактилоскопической экспертиз указывали на причастность братьев к этим преступлениям. В феврале Таддеус признался в совершении убийств Джойс Вермиллион, Карен Додрилл, Дженкинса Джонса и совершении ряда краж, после чего был приговорен к трем срокам пожизненного лишения свободы.
Весной Таддеус Левингдон предстал перед судом в округе Франклин по обвинению в соучастии ещё в 6 убийствах. В апреле Таддеус был признан виновным и получил в качестве наказания ещё 6 пожизненных сроков
Гэри Левингдон в середине 1979 года был признан виновным в убийстве 8 человек, совершения ряда краж и  также получил в качестве наказания пожизненное лишение свободы.

## В заключении
Оказавшись в заключении, Гэри Левингдон начал демонстрировать девиантное поведение и признаки суицидальной идеации, вследствие чего он был этапирован для прохождения лечения в медицинское учреждение «Lima State Hospital», где в марте 1982 был пойман при попытке совершения побега. В начале 2000-х у Гэри была диагностирована группа сердечно-сосудистых заболеваний, от осложнений которых он умер 24 октября 2004 года, находясь в заключении. Его брат Таддеус умер 16 апреля 1989 года от осложнений рака легких.